# Mihachi Kagano
Mihachi Kagano (カガノ ミハチ, Kagano Mihachi) est un mangaka japonais, né en  1980.
Sa première série manga est Ad Astra (titre complet : Ad astra Publius Cornelius Scipio Africanus major & Hannibal Barca), consacrée à la deuxième guerre punique, avec pour personnages principaux le Carthaginois Hannibal Barca et le Romain Scipion l'Africain.  La publication en japonais commence en 2011 dans le magazine de prépublication Ultra Jump puis en volume par l'éditeur Shūeisha. Son assistant est Hiroyuki Takahashi.
La version française (Ad Astra : Scipion l'Africain & Hannibal Barca), traduite par Sébastien Ludmann, compte 13 volumes et est publiée chez Ki-oon de 2014 à 2018.